# Віташин
Віташин (пол. Witaszyn) — село в Польщі, у гміні Висьмежиці Білобжезького повіту Мазовецького воєводства. Населення — 135 осіб (2011).
У 1975—1998 роках село належало до Радомського воєводства.

## Демографія
Демографічна структура станом на 31 березня 2011 року:
|          | Загалом | Допрацездатний вік | Працездатний вік | Постпрацездатний вік |
| -------- | ------- | ------------------ | ---------------- | -------------------- |
| Чоловіки | 69      | 14                 | 47               | 8                    |
| Жінки    | 66      | 11                 | 37               | 18                   |
| Разом    | 135     | 25                 | 84               | 26                   |